# Andrea Dip
Andrea Dip est une journaliste brésilienne. Elle travaille en tant que reporter spéciale dans une agence de presse en ligne, spécialiste en droits humains, Agência Pública. Elle a été classée parmi les 3 000 journalistes brésiliens les plus primés. Elle est également chanteuse du groupe punk féministe Charlotte Matou um Cara (« Charlotte a tué un homme »),.
Elle a été considérée comme « femme d'inspiration » en 2013 et 2014, dans le domaine de la communication et de l'audiovisuel, par le projet féministe brésilien Think Olga,.
En 2016, Dip a reçu le Trophée de la presse féminine.
Parmi les questions qu'elle traite en tant que journaliste, on peut compter la violence contre les femmes et l'incarcération de masse et ses conséquences au Brésil. Journaliste depuis 2001, elle a travaillé dans le magazine Caros Amigos et a collaboré pour Marie Claire, entre autres. Son style se caractérise par « l'individualisme du drame personnel, » l'enregistrement de « la souffrance et du drame individuel quotidien. »